# Excenevex
Excenevex ist eine französische Gemeinde im Département Haute-Savoie in der Region Auvergne-Rhône-Alpes.

## Geographie
Excenevex liegt auf 385 m, zehn Kilometer westlich der Stadt Thonon-les-Bains (Luftlinie). Das Dorf erstreckt sich am Südufer des Genfersees, am Golfe de Coudrée, auf der Ostseite der Presqu’île du Léman, einer breiten Halbinsel, die weit in den Genfersee hinausragt.
Die Fläche des 6,66 km² großen Gemeindegebiets umfasst einen Abschnitt am Südufer des Genfersees, die Seeuferlinie beträgt ungefähr 2,8 km. Das Gemeindeareal erstreckt sich vom flachen Seeufer südwestwärts über einen sanft ansteigenden Hang bis auf das Plateau der Presqu’île du Léman. Hier befindet sich das ausgedehnte Waldgebiet Grand Bois. Die höchste Erhebung wird mit 450 m auf der Höhe bei Chevilly erreicht. Die südliche Grenze verläuft entlang dem Vion, einem kurzen Zufluss des Genfersees.
Zu Excenevex gehört die Weilersiedlung Chevilly (435 m auf dem Plateau der Presqu’île). Nachbargemeinden von Excenevex sind Yvoire und Messery im Westen sowie Massongy und Sciez im Süden.

## Geschichte
Das Gebiet um Excenevex war schon sehr früh bewohnt. Die ältesten Spuren stammen von einer Uferrandsiedlung aus dem Neolithikum. Auch während der Burgundenzeit bestand hier eine Siedlung. 
Excenevex wurde im 14. Jahrhundert erstmals urkundlich erwähnt. Früher hieß die Gemeinde Exchenevay. Der Ortsname setzt sich aus den Bestandteilen ex (aus) und chenevay zusammen, ein altfranzösischer Ausdruck für die Hanfpflanze (lateinisch cannabis).

## Sehenswürdigkeiten

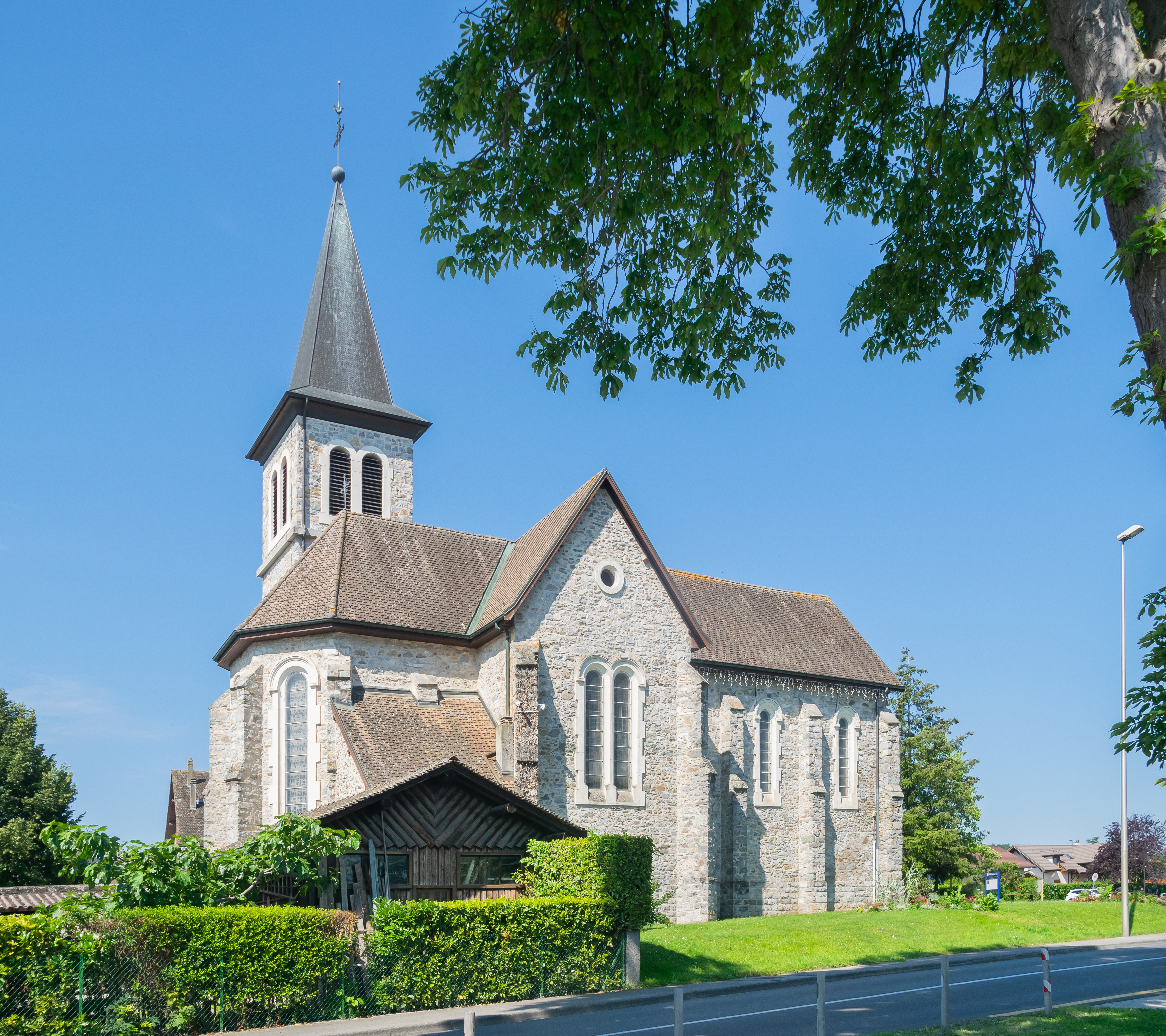
St Symphorian Kirche

Die Dorfkirche wurde im 19. Jahrhundert erbaut. Ferner sind Ruinen des Château de Rovorée erhalten, daneben gibt es drei weitere Schlösser.

## Bevölkerung
| Jahr                       | 1962 | 1968 | 1975 | 1982 | 1990 | 1999 | 2006 |
| Einwohner                  | 316  | 353  | 445  | 459  | 657  | 682  | 914  |
| Quellen: Cassini und INSEE |      |      |      |      |      |      |      |

Mit 1326 Einwohnern (Stand 1. Januar 2022) gehört Excenevex zu den kleinen Gemeinden des Département Haute-Savoie. In den letzten Jahrzehnten wurde ein starkes Wachstum der Einwohnerzahl verzeichnet. Außerhalb der Ortschaft in der Nähe des Seeufers befinden sich verschiedene Zweitwohnsitze.

## Wirtschaft und Infrastruktur
Excenevex war bis weit ins 20. Jahrhundert hinein ein vorwiegend durch die Landwirtschaft geprägtes Dorf. Heute gibt es verschiedene Betriebe des lokalen Kleingewerbes. Zahlreiche Erwerbstätige sind Wegpendler, die in den umliegenden größeren Ortschaften ihrer Arbeit nachgehen. 
Der Ort besitzt einen kleinen Hafen und ist durch den Personenschiffsverkehr mit den anderen Seeanstößergemeinden verbunden. Im Sommerhalbjahr ist der breite Sandstrand mit Freizeitanlagen ein beliebtes Ausflugsziel für Tagestouristen. Excenevex liegt abseits der größeren Durchgangsstraßen, ist aber von Sciez aus leicht zu erreichen. Weitere Straßenverbindungen bestehen mit Yvoire und Messery.